# 黑斑盒螺
黑斑盒螺（学名：Cylichna melampoides）为三叉螺科盒螺属的动物，是中国的特有物种。分布于近海等地，常栖息于潮下带泥砂质底。

## 外部連結
維基物種上的相關：黑斑盒螺